# لوسي الكسندر
لوسي الكسندر (بالإنجليزية: Lucy Alexander)‏ هي مقدمة تلفزيونية بريطانية، ولدت في 27 فبراير 1971 في سانت بانكراس في المملكة المتحدة.

## وصلات خارجية
- لوسي الكسندر على موقع IMDb (الإنجليزية)
- لوسي الكسندر على موقع قاعدة بيانات الفيلم (الإنجليزية)